# Georgios Panagiotopoulos
Georgios Panagiotopoulos (griechisch Γεώργιος Παναγιωτόπουλος; * 12. August 1969 in Nafpaktos) ist ein ehemaliger griechischer Leichtathlet, der sich auf den Sprint spezialisiert hat. Seinen größten sportlichen Erfolg feierte er mit dem Gewinn der Bronzemedaille über 200 Meter bei den Halleneuropameisterschaften 1994 in Paris.

## Sportliche Laufbahn
Erste internationale Erfahrungen sammelte Georgios Panagiotopoulos vermutlich im Jahr 1986, als er bei den Juniorenweltmeisterschaften in Athen mit 48,82 s in der ersten Runde im 400-Meter-Lauf ausschied und mit der griechischen 4-mal-400-Meter-Staffel mit 3:12,81 min nicht über den Vorlauf hinauskam. Im Jahr darauf wurde er bei den Junioreneuropameisterschaften in Birmingham im Finale über 400 Meter disqualifiziert und belegte mit der Staffel in 3:16,25 min den siebten Platz. 1988 wurde er bei den Juniorenweltmeisterschaften in Greater Sudbury im Vorlauf über 400 Meter disqualifiziert und im Jahr darauf gewann er bei den Balkanspielen in Serres in 21,17 s die Silbermedaille im 200-Meter-Lauf hinter dem Bulgaren Nikolaj Antonow und musste sich über 400 Meter in 47,44 s nur dem Rumänen Daniel Cojocaru geschlagen geben. Zudem gewann er dort mit der Staffel in 3:09,06 min die Bronzemedaille hinter den Teams aus Jugoslawien und Bulgarien. Anschließend schied er bei der Sommer-Universiade in Duisburg mit 21,22 s im Halbfinale über 200 Meter aus. 1990 siegte er in 21,79 s über 200 Meter bei den Balkanspielen in Istanbul und 1992 gewann er bei den Balkanspielen in Sofia in 21,16 s die Silbermedaille hinter dem Rumänen Daniel Cojocaru und siegte dort zudem in 40,33 s in der 4-mal-100-Meter-Staffel. Im Jahr darauf gewann er mit der Staffel bei den Mittelmeerspielen in Narbonne in 39,26 s die Silbermedaille hinter dem französischen Team und anschließend schied er mit der Staffel bei den Weltmeisterschaften in Stuttgart mit 39,00 s im Halbfinale ausschied. 1994 gewann er bei den Halleneuropameisterschaften in Paris in 20,99 s die Bronzemedaille über 200 Meter hinter dem Franzosen Daniel Sangouma und Wladyslaw Dolohodin aus der Ukraine. Im Juli gewann er bei den Balkanspielen in Trikala in 20,98 s die Silbermedaille über 200 Meter hinter dem Rumänen Cojocaru und mit der Staffel siegte er in 39,38 s. Anschließend belegte er bei den Europameisterschaften in Helsinki in 20,92 s den siebten Platz über 200 Meter und gelangte im Staffelbewerb mit 39,25 s auf Rang fünf.
1995 schied er bei den Hallenweltmeisterschaften in Barcelona mit 21,95 s im Semifinale über 200 Meter aus und im August wurde er bei den Freiluft-Weltmeisterschaften in Göteborg sowohl über 200 Meter als auch in der 4-mal-100-Meter-Staffel in der ersten Runde disqualifiziert. Im Jahr darauf erreichte er bei den Olympischen Sommerspielen in Atlanta das Viertelfinale über 200 Meter und schied dort mit 20,86 s aus, während er mit der Staffel im Vorlauf disqualifiziert wurde. 1997 siegte er in 21,39 s über 200 Meter bei den Balkan-Hallenmeisterschaften in Piräus und schied kurz darauf bei den Hallenweltmeisterschaften in Paris mit 21,97 s in der ersten Runde aus. Im Juni gewann er bei den Mittelmeerspielen in Bari in 20,53 s die Silbermedaille hinter dem Italiener Giovanni Puggioni und wurde im Staffelbewerb disqualifiziert. Anschließend gelangte er bei den Weltmeisterschaften in Athen mit 20,32 s im Finale auf den fünften Platz über 200 Meter. Zudem kam er im Staffelbewerb im Halbfinale nicht ins Ziel. Mit der Staffel siegte er zuvor in 39,17 s auch bei den Balkanspielen in Athen. Im Jahr darauf schied er bei den Halleneuropameisterschaften in Valencia mit 21,11 s im Halbfinale über 200 Meter aus und im Sommer belegte er mit der Staffel bei den Freiluft-Europameisterschaften in Budapest in 39,07 s den vierten Platz. 1999 schied er bei den Weltmeisterschaften in Sevilla mit 20,82 s in der ersten Runde über 200 Meter aus und wurde mit der Staffel im Vorlauf disqualifiziert. 2001 kam er bei den Balkan-Hallenmeisterschaften in Piräus über 200 Meter nicht ins Ziel und belegte in 6,88 s den achten Platz im 60-Meter-Lauf. 2002 beendete er dann seine aktive sportliche Karriere im Alter von 33 Jahren. 
1992 wurde Panagiotopoulos griechischer Meister im 100-Meter-Lauf, 1989 und 1991 sowie 1994, 1997 und 1998 über 200 Meter und 1987 und 1988 über 400 Meter.

## Persönliche Bestleistungen
- 100 Meter: 10,19 s (+0,1 m/s), 1. August 1998 in Patras
  - 60 Meter (Halle): 6,66 s, 1. Februar 1998 in Piräus
- 200 Meter: 20,38 s (+0,8 m/s), 26. August 1997 in Berlin
  - 200 Meter (Halle): 20,92 s, 28. Februar 1998 in Valencia
- 400 Meter: 47,23 s, 4. Juni 1988 in Athen